# Vught
Vught là một khu vực đô thị và thị xã của tỉnh Noord-Brabant, Hà Lan, nó ở phía của sông Dommel. Vught còn gồm có làng Cromvoirt với 797 dân.
Địa điểm nổi tiếng là toà hành chánh thị xã và tòa lâu đài thời trung cổ Maurick. Quân đội Frederik Hendrik van Oranje-Nassau đã từng chiếm đóng vào năm 1648.
Hướng tây Vught là thị xã Haaren. Về hướng đông là thị xã Sint-Michielsgestel. Hướng Bắc là thị xã Heusden và 's-Hertogenbosch. Về phương nam là thị xã Boxtel.

## Địa điểm nổi tiếng

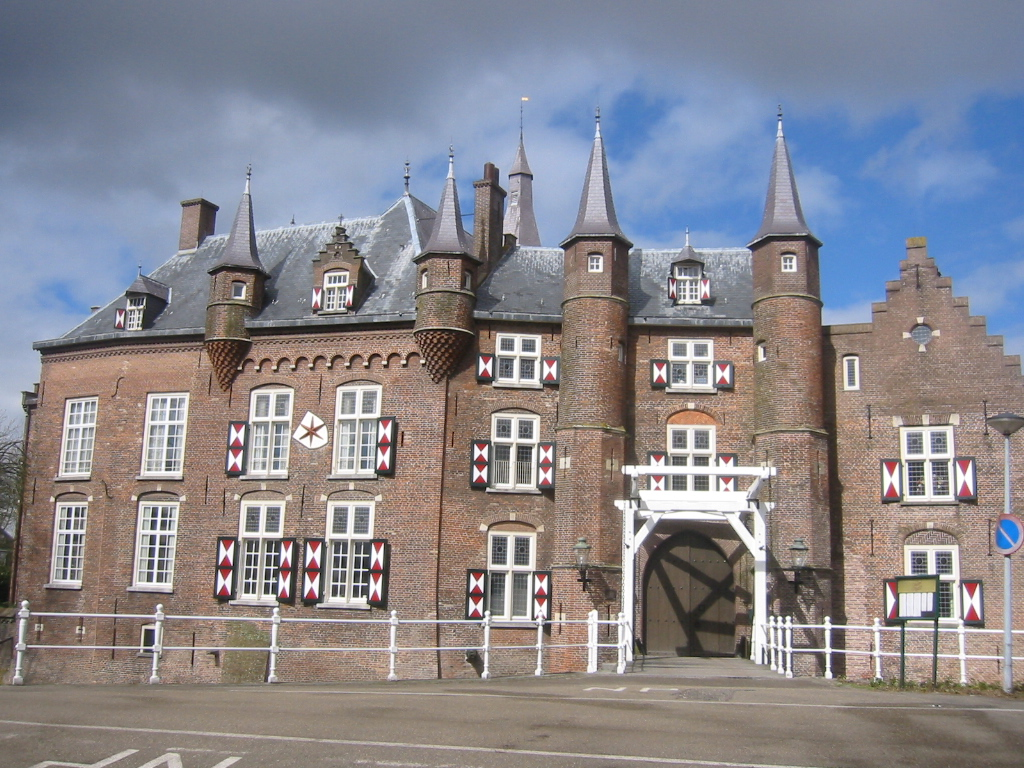
Lâu đài trung cổ Maurick
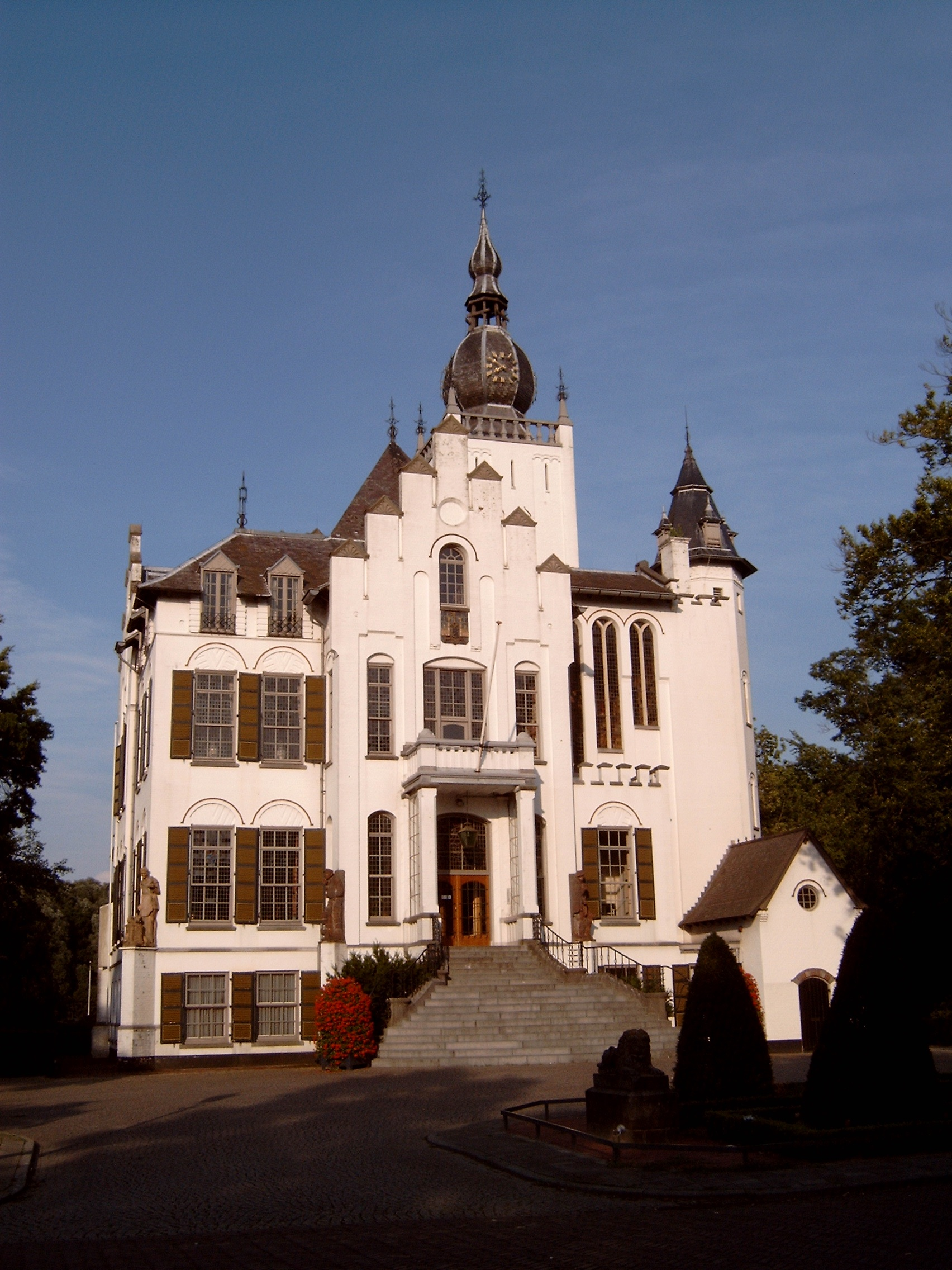
Toà hành chính thị xã